# Cardioglossa aureoli
Arthroleptis aureoli là một loài ếch thuộc họ Arthroleptidae.
Đây là loài đặc hữu của Sierra Leone.
Môi trường sống tự nhiên của chúng là rừng ẩm vùng đất thấp nhiệt đới hoặc cận nhiệt đới, sông ngòi, và vườn nông thôn.
Chúng hiện đang bị đe dọa vì mất nơi sống.